# Capitoli di To Love-Ru

Copertina del primo volume dell'edizione italiana.

Questa è la lista dei capitoli del manga To Love-Ru, scritto da Hasemi Saki e illustrato da Kentarō Yabuki. La serie è stata serializzata da Shūeisha sulla rivista Weekly Shōnen Jump dal 24 agosto 2006 al 31 agosto 2009. I capitoli sono stati raccolti in 18 volumi formato tankōbon, pubblicati dall'11 novembre 2006 al 2 aprile 2010. In Italia l'opera è edita da Star Comics, che ha pubblicato gli albi dal 15 febbraio 2011 al 18 luglio 2012 a cadenza mensile.
La storia presenta un finale aperto, ripreso da un nuovo manga intitolato To Love-Ru Darkness.

## Volumi 1-10
| Nº | Titolo italiano Giapponese 「Kanji」 - Rōmaji | Data di prima pubblicazione            | Data di prima pubblicazione              |
| Nº | Titolo italiano Giapponese 「Kanji」 - Rōmaji | Giapponese                             | Italiano                                 |
| 1  | La ragazza vien danzando 「舞い降りた少女」 - Mai orita shōjo | 11 novembre 2006 ISBN 4-08-874278-8    | 15 febbraio 2011 ISBN 978-88-6920-970-3  |
| 1  | Capitoli - 1. La ragazza vien danzando (舞い降りた少女?, Mai orita shōjo) - 2. La grande fuga d'amore (愛の大脱出?, Ai no taidasshutsu) - 3. I messaggeri venuti dalla galassia (銀河からの使者?, Ginga kara no shinsha) - 4. Ricordi del doposcuola (放課後のメモリー?, Houkaga no memory) - 5. Avvicinamento (接近?, Sekkin) - 6. Una ragazza presa di mira (狙われた少女?, Nerawareta shōjo) - 7. Intrusi dallo spazio (宇宙からの侵入者?, Uchū kara no shinnyūsha) |                                        |                                          |
| 1  | Trama Dopo l'ennesimo tentativo fallito di dichiararsi ad Haruna Sairenji, Rito Yūki si vede apparire all'improvviso una giovane ragazza nuda dentro la vasca da bagno. Una volta in camera, la giovane si presenta come Lala Satalin Deviluke, principessa del pianeta Deviluke, in fuga per non essere costretta a scegliere un marito contro la sua volontà. Sulle sue tracce ci sono due uomini in nero inviati dal capitano Zastin, il miglior spadaccino del pianeta e consigliere del re. La loro caccia non ha buon esito, in quanto Rito riesce a salvare la giovane Lala, la quale si innamora di lui credendo ricambiato questo sentimento; inoltre, alla fine di uno scontro tra Zastin e Rito, questi, per liberarsi dalla loro oppressione, esclama di non volersi sposare con una ragazza che non ama: purtroppo i due fraintendono le sue parole, e viene riferito al re Deviluke che sua figlia ha trovato il suo marito ideale. A complicare il tutto si aggiungono numerosi fraintendimenti tra Rito, Lala (che decide di iscriversi alla scuola di Rito), e la ragazza amata dal giovane, Haruna. Quest'ultima, addirittura, viene rapita da uno dei numerosi pretendenti (alieni) di Lala, desiderosi di regnare sull'intera galassia. Tocca allora a Rito e a Lala salvare l'amica. |                                        |                                          |
| 2  | Un vaporoso viaggio col batticuore 「ドキドキ湯けむり旅情」 - Doki doki yukemuri ryojō | 2 febbraio 2007 ISBN 978-4-08-874322-6 | 16 marzo 2011 ISBN 978-88-6920-971-0     |
| 2  | Capitoli - 8. Il vero aspetto (真の姿?, Shin no sugata) - 9. Shopping Panic (お買い物パニック?, Okai mono panikku) - 10. Un'altra dichiarazione?! (告白再び!??, Kokuhaku futatabi!?) - 11. Il posto di lavoro è un campo di battaglia?! (仕事場は戦場!??, Shigotoba wa senjō!?) - 12. Paparazzi in piena estate (真夏のパパラッチ?, Manatsu no paparacchi) - 13. Un desiderio che serpeggia sott'acqua (水中に渦巻く欲望?, Suichū ni uzumaku yokubau) - 14. Stupido tifone (台風のバカー?, Taifuu no bakā) - 15. Un vaporoso viaggio col batticuore (ドキドキ湯けむり旅情?, Doki doki yukemuri ryojō) - 16. La prova di coraggio del destino (運命の肝だめし?, Unmei no kimodameshi) |                                        |                                          |
| 2  | Trama Non tutti i pretendenti sono grandi alieni potenti ed imbattibili: ricordando le parole di Zastin, Rito decide di provare ad attaccare l'alieno per poter liberare Haruna. Fortunatamente, esso si rivela essere davvero debole, ed al primo avvertimento del pericolo cambia la sua forma da essere enorme e grottesco a piccolo animaletto, che viene subito dopo espulso dalla terra grazie ad una delle invenzioni di Lala. Haruna viene portata in infermeria, e dal successivo giorno la vita riprende normalmente, con Lala come nuova inquilina di casa Yuuki, sempre portatrice di guai e fraintendimenti. Vengono così introdotti il padre di Rito e Mikan, nonché gli amici di Rito e Haruna. I ragazzi, durante la pausa estiva, passano una settimana di vacanza organizzata dalla scuola, all'insegna dei giochi preparati dal preside: divisi a gruppi di un ragazzo e una ragazza, gli studenti devono superare un percorso nella foresta senza farsi suggestionare dagli uomini travestiti da fantasmi che vi si nascondono. I primi a superare il traguardo, dice la leggenda, saranno destinati a restare insieme per tutta la vita; proprio in questo spera Rito, di arrivare al traguardo con Haruna. La sorte, però, vuole che la sua compagna di gioco sia proprio Lala! |                                        |                                          |
| 3  | Assalto! Il giardino segreto 「突撃!秘密の花園」 - Totsugeki! Himitsu no hanazono | 4 aprile 2007 ISBN 978-4-08-874345-5   | 14 aprile 2011 ISBN 978-88-6920-972-7    |
| 3  | Capitoli - 17. Storia di un amore da spiaggia (渚の愛のものがたり?, Nagisa no ai no monogatari) - 18. Assalto! Il giardino segreto (突撃!秘密の花園?, Totsugeki! Himitsu no hanazono) - 19. La persona che mi piace (好きな人?, Suki na hito) - 20. Il nuovo studente che porta la tempesta (嵐を呼ぶ転校生?, Arashi wo yobu tenkousei) - 21. Vedere con i propri occhi (目撃?, Moku geki) - 22. Rito vs. Ren (リトバーサスレン?, Rito vs Ren) - 23. Labbra contese (唇争奪戦?, Kuchibiru sōdatsusen) - 24. L'epoca degli animali?! (時代はアニマル!??, Jidai wa animaru!?) - 25. La seduzione della regina (クイーンの誘惑?, Quenn no yūwaku) |                                        |                                          |
| 3  | Trama La vacanza è ormai agli sgoccioli: come Saruyama dice a Rito, l'ultima sera è quella ideale per spiare tutti insieme la stanza delle ragazze. Prima di poterlo fare, però, i tre ragazzi vengono scoperti dal guardiano, e costretti alla fuga. Rito, nell'agitazione, cade a terra proprio davanti alla stanza delle ragazze, ma viene salvato da Haruna, che decide di nasconderlo nella stanza prima che il guardiano li raggiunga. Fortunatamente per Rito, Haruna in quel momento è sola, ma pochi minuti dopo le altre ragazze sono di ritorno: Haruna è perciò costretta a nascondere Rito sotto le lenzuola, per farlo poi scappare una volta che tutte si siano addormentate. Durante l'attesa sotto le lenzuola, Rito ascolta i discorsi delle ragazze: durante uno di questi, Lala difende Rito dalle amiche, che lo stavano etichettando come incompetente, dicendo, anzi, che egli è la persona più affidabile nell'intero universo. Queste parole colpiscono Rito nel profondo, proprio quando un allarme scoppiato a causa di un professore dà la possibilità al ragazzo di fuggire. Ricominciata la scuola, si annuncia l'arrivo di un nuovo studente, chiamato Ren Elsie Jeweria: egli si presenta come amico d'infanzia di Lala, e fa di tutto per farla diventare sua moglie. Rito, però, vedendolo una sera assieme a Haruna, fraintende la situazione, pensando che il ragazzo ci provi con entrambe le ragazze. Nasce così una gara tra i due su chi per primo riuscirà a baciare Lala sulle labbra: dopo vari tentativi, ad ogni modo, la gara finisce in parità a causa di un fortuito bacio tra i due contendenti. Si arriva così al festival della scuola, durante il quale la classe di Rito organizzerà un animal cafè, con le ragazze provocantemente vestite da animali. A questa idea si oppone la senpai Saki Tenjōin, che non accetta che Lala sia considerata più bella e più famosa di lei: cerca così di attirare su di sé l'attenzione e di mettere in cattiva luce Lala, arrivando a corteggiare lo stesso Rito. |                                        |                                          |
| 4  | Dimmi tutto di lui! 「もっと知りたい」 - Motto shiritai | 4 giugno 2007 ISBN 978-4-08-874370-7   | 18 maggio 2011 ISBN 978-88-6920-973-4    |
| 4  | Capitoli - 26. Il festival, un completo disastro (彩南祭は大災難?, Sainan-sai wa daisainan) - 27. Una lunga giornata per Rito (リトのある長い一日?, Rito no aru nagai no ichinichi) - 28. Invenzioni terrificanti (恐怖の発明品?, Kyōfu no tsumeihin) - 29. Small adventure (スモールアドベンチャー?, Sumōru adobenchā) - 30. Ragazze, contegno! (女は淑やかに?, Onna wa shito yaka ni) - 31. Non ti arrabbiare! (怒れないでよ!?, Okorenai de yo!) - 32. Dimmi tutto di lui! (もっと知りたい?, Motto shiritai) - 33. Get the present (プレゼントをＧＥＴせよ?, Purezento wo GET se yo) - 34. Heavy Christmas (へビークリスマス?, Hebī Kurisumasu) |                                        |                                          |
| 4  | Trama La vita continua con le solite vicende, che vedono tra le altre anche il compleanno di Rito, che non si differenzia dagli altri giorni in quanto a problemi, ma che vedrà per il ragazzo dei regali anche da parte della sua Haruna. Tra i vari problemi che colpiscono i ragazzi, uno sembra davvero grande: Lala decide di fuggire da casa Yūki e chiede aiuto ad Haruna, che la ospita per una notte: durante queste ore le ragazze parlano, anche di Rito, e Lala capisce che Rito non la odia assolutamente, ma che al tempo stesso la ragazza conosce molto poco del passato del suo amato. Si giunge così a natale, organizzato a casa Tenjōin, organizzato in modo simile ad una caccia al tesoro piena di trucchi ed ostacoli, durante la quale Saki cercherà in tutti i modi di creare problemi a Lala, senza successo. Il premio per questa caccia al tesoro sono i regali che ogni partecipante, tra cui figura anche Haruna, ha portato per gli altri. Rito riconosce qual è il regalo portato da Haruna, e decide che è suo compito ottenerlo, ma quando sembra vicino ad averlo raggiunto, scopre che in realtà in quel pacco si cela il regalo di Lala, mentre la ragazza ha ottenuto il regalo portato da Haruna. Quest'ultima infine si ritrova con il regalo portato alla festa da Rito. |                                        |                                          |
| 5  | Oscurità d'Oro 「金色の闇」 - Konjiki no Yami | 3 agosto 2007 ISBN 978-4-08-874405-6   | 16 giugno 2011 ISBN 978-88-6920-974-1    |
| 5  | Capitoli - 35. Oscurità d'Oro (金色の闇?, Konjiki no Yami) - 36. La forza delle tenebre (闇の実力?, Yami no jitsuryoku) - 37. La principessa vs. l'assassino (プリンセスバーサス暗殺者?, Purinsesu vs ansatsusha) - 38. Le tenebre si dissolvono? (やみ晴れる??, Yami hareru?) - 39. Trasformazioni improvvise (フルッと変化?, Furutto henge) - 40. Un atroce San Valentino (凶悪バレンタイン?, Kyōraku barentain) - 41. Panico e cioccolatini (チョコッとパニック?, Chokotto panikku) - 42. Dichiarazione (告白?, Kokuhaku) - 43. Bau-tiful life (ワンダフルライフ?, Wandafuru raifu) |                                        |                                          |
| 5  | Trama Rito è in pericolo di vita! Una ragazza, chiamata Oscurità d'Oro, sta cercando di ucciderlo sotto l'ordine di uno degli spasimanti di Lala. Alla ragazza è stato detto che Rito è una persona della peggior specie esistente, e per questo deve essere eliminato. Per fortuna, Lala riesce a far capire ad Oscurità d'Oro che l'idea che si è fatta di Rito è totalmente errata, e le due collaborano per sconfiggere il committente di questo ordine, Lacospo. D'ora in avanti, non avendo ancora portato a termine il suo compito, la ragazza rimarrà sulla Terra con la scusa di eliminare Rito. Nel frattempo arriva il giorno di san Valentino, che passa tra i guai causati dai cioccolatini afrodisiaci di Lala e il tentativo di Rito di sistemare la situazione. Compare però una nuova studentessa, che si dichiara a prima vista a Rito; si scopre poi che la ragazza è la forma femminile di Ren Elsie Jeweria (chiamata Run), che è un alieno che può mutare sesso quando starnutisce, diventando a tutti gli effetti un'altra persona. Nella forma maschile, infatti, il ragazzo odia Rito e ama Lala, mentre, nella forma femminile, la ragazza adora Rito e detesta Lala. |                                        |                                          |
| 6  | Ricomincio da capo 「もう一度ここから」 - Mō ichido koko kara | 4 ottobre 2007 ISBN 978-4-08-874428-5  | 14 luglio 2011 ISBN 978-88-6920-975-8    |
| 6  | Capitoli - 44. Bau-tiful life 2 (ワンダフルライフ2?, Wandafuru raifu 2) - 45. La Clinica delle Tenebre (やみの診療所?, Yami no shinryōsho) - 46. Compleanno da panico (ドッキリ♡バースデイ?, Dokkiri ♡ birthday) - 47. La piccola furia (放送小僧?, Hōsō kozō) - 48. Decisioni (決意?, Ketsui) - 49. Ricomincio da capo (もう一度ここから?, Mō ichido koko kara) - 50. La peggiore classe della storia (史上最悪のクラス?, Shijō saiaku no class) - 51. Il manifesto della seduzione (魅惑のマニフェスト?, Miwako no manifest) - 52. Il ragazzo più bello (最強のモテ男?, Saikyō no mote otoko) |                                        |                                          |
| 6  | Trama Uno strano bambino sta infastidendo le ragazze della scuola di Rito, Lala e Haruna: si tratta del padre di Lala, arrivato sulla terra per ufficializzare le sue nozze con Rito. Lala però ha compreso quali sono i veri sentimenti del ragazzo, e capisce che non è lei che ama davvero; pertanto, dice al padre che non serve più l'ufficializzazione, e che dal giorno successivo sarebbe diventata per tutti i terrestri una semplice ragazza: decide infatti che è giunto il momento di provare la sua nuova invenzione, in grado di cancellare dalla memoria dei terrestri il suo ricordo. Rito ed Haruna non possono fare nulla contro la decisione di Lala, la quale attiva il dispositivo. La mattina dopo, i tre si ritrovano davanti all'ingresso della scuola e, con gran sorpresa di Lala, si scopre che il suo dispositivo ha fallito e tutti si ricordano di lei. Il giorno successivo, Lala decide che è arrivato il momento di ricominciare tutto dall'inizio con Rito, e nel posto in cui il ragazzo si dichiarò per la prima volta, sebbene non a lei, la ragazza decide di confessare a Rito tutto ciò che prova per lui. Inizia in questo modo il secondo anno di liceo, che vede nella classe di Lala e Rito una nuova studentessa, che l'anno prima faceva parte di un'altra sezione: Yui Kotegawa. La ragazza non sopporta la condizione attuale della scuola, e decide che è suo dovere diventare rappresentante e cambiare tutto ciò di inadatto all'interno del sistema scolastico. La questione, però, è più difficile di quanto ipotizzato, a causa della classe in cui si ritrova e del preside pervertito che la scuola si ritrova. Inoltre, con i risultati delle votazioni per la rappresentanza della classe, arriva il primo esito negativo: Haruna viene scelta come rappresentante al posto della candidata Yui, anche se lei non si arrende e decide di continuare con la sua opera di pulizia. |                                        |                                          |
| 7  | L'amore segreto di Haruna 「春菜の好きな人」 - Haruna no sukina hito | 4 gennaio 2008 ISBN 978-4-08-874469-8  | 16 agosto 2011 ISBN 978-88-6920-976-5    |
| 7  | Capitoli - 53. L'amore segreto di Haruna (春菜の好きな人?, Haruna no sukina hito) - 54. Benvenuti in casa Yuki (ようこそ!結城家へ?, Youkoso! Yūki ken e) - 55. A spasso per il vecchio edificio scolastico (潜入!旧校舎?, Sen'nyū! Kyūkousha) - 56. La paura si fa sentire (迫り来る恐怖?, Semari kuru kyōfu) - 57. Gli abitanti del vecchio edificio scolastico (旧校舎の住人たち?, Kyuukōsha no jūnin-tachi) - 58. Un inaspettato epilogo (意外な結末?, Igaina ketsumatsu) - 59. Una regina innamorata (恋するクイーン?, Koi suru queen) - 60. Un bel guaio, eh? (大変だねェ?, Taihen da ne) - 61. Yami-Yami Fashion (ヤミヤミファッション?, Yami Yami fashion) |                                        |                                          |
| 7  | Trama Il giovane Tachibana, ritenendo Rito un maestro di seduzione in virtù delle numerose ragazze che lo circondano, chiede al ragazzo di domandare a Haruna, su cui il kōhai ha posato lo sguardo, se le piaccia qualcuno. La giovane, sorpresa dalla domanda improvvisa, non riesce a trovare una risposta e fugge via. Nella scuola, però, comincia a girare la voce che il vecchio edificio sia abitato da alcuni fantasmi. Sentita la notizia, Rito, Lala, e tutte le sue amiche decidono di andare in avanscoperta, per scoprire realmente chi si cela dietro queste voci. Haruna, nonostante sia spaventata dall'idea, si ritrova a partecipare alla spedizione, così come, successivamente, Yami. Yui, per quanto non attratta dall'idea, decide di seguirli, per evitare che combinino guai. I ragazzi scoprono che l'edificio è diventato la casa di parecchi alieni, e solo grazie all'aiuto della dottoressa Ryōko Mikado il gruppo riesce ad uscirne indenne. Oltre agli alieni, l'edificio era anche la dimora di una giovane fantasma di 400 anni, Oshizu. |                                        |                                          |
| 8  | Batticuore ♥ Survival 「ドキドキ♡サバイバル」 - Doki doki♡Sabaibaru | 4 marzo 2008 ISBN 978-4-08-874488-9    | 15 settembre 2011 ISBN 978-88-6920-977-2 |
| 8  | Capitoli - 62. Come due innamorati alla festa estiva (恋人気分で夏祭り?, Koibito kibun de natsumatsuri) - 63. In nome della vendetta... (復習の果てに?, Fukushū no hate ni) - 64. Un'insolita Haruna (おかしな春菜ちゃん?, Okashina Haruna-chan) - 65. Ridammi il mio corpo! (身体を取り戻せ?, Karada wo tori modose) - 66. Nuota, delfino! (泳げ!イルカくん?, Oyoge! Iruka-kun) - 67. Gli strani abitanti della foresta (怪奇の森の住人?, Kaiki no mori no jūnin) - 68. Batticuore ♥ Survival (ドキドキ♡サバイバル?, Doki doki♡Sabaibaru) - 69. I ragazzi dispersi (迷子な人びと?, Maigo na hitobito) - 70. Lezioni private a notte fonda (深夜の家庭教師?, Shinya no kateikyūshi) |                                        |                                          |
| 8  | Trama Dopo una fallita dichiarazione ad Haruna durante la festa estiva, Rito si ritrova su un pianeta selvaggio e disabitato insieme a Lala, Yui, Run, Saruyama e la stessa Haruna. Inizialmente i ragazzi si godono la spiaggia e il mare, ma ben presto scoprono di non poter più tornare a casa perché il dispositivo teletrasportante di Lala è rimasto sulla Terra... Inizia così una vacanza all'insegna della sopravvivenza! |                                        |                                          |
| 9  | Notte di inquietudine 「気になる夜」 - Kini naru yoru | 2 maggio 2008 ISBN 978-4-08-874514-5   | 19 ottobre 2011 ISBN 978-88-6920-978-9   |
| 9  | Capitoli - 71. Il nemico del nemico... è un alleato? (敵の敵は味方??, Teki no teki wa mikata?) - 72. La ragazza più forte nell'universo (宇宙一強い女の子?, Uchuu ichitsuyoi onna no ko) - 73. Pessimo umore? Buon umore? (不機嫌?ご機嫌??, Fukigen? Gokigen?) - 74. Punti di demerito (原点?, Genten) - 75. Uno strano rapporto (奇妙な関係?, Kimyōna kentei) - 76. Party con pernottamento (お泊り会?, Otomari kai) - 77. Notte di inquietudine (気になる夜?, Kini naru yoru) - 78. Crisi (危機?, Kiki) - 79. La scelta (選択?, Sentaku) |                                        |                                          |
| 9  | Trama Run e Saki Tenjōin assoldano Oscurità d'Oro per prendersi la loro vendetta con Lala: l'assassina e la principessa di Deviluke, a questo punto, danno origine a uno scontro per stabilire chi è la più forte, distruggendo mezza città e costringendo Run e Saki a sciogliere il contratto con Yami (non senza un forte sovrapprezzo). Quindi, a seguito di vari avvenimenti, Mikan, Yui e Haruna approfondiscono il loro legame con Rito; la stessa Haruna viene invitata da Lala a un sukiyaki party tenuto a casa di Rito, in occasione del quale Mikan ha occasione di conoscere Yami e diventarne amica. Infine, il misterioso Keize rapisce Yui e Haruna per costringere la dottoressa Mikado a unirsi alla malvagia organizzazione Solgem, interessata all'abilità della donna nella chimica e nella medicina. |                                        |                                          |
| 10 | Guerra ai bagni pubblici 「お風呂場戦争」 - Ofurobasensō | 4 agosto 2008 ISBN 978-4-08-874543-5   | 17 novembre 2011 ISBN 978-88-6920-979-6  |
| 10 | Capitoli - 80. Maestra d'amore ♥ (恋愛マスター♡?, Renai masutā♡) - 81. La regina dell'amore?! (恋愛クイーン!??, Renai kuīn!?) - 82. Trasformazione (変身?, Henshin) - 83. 恋 + スポーツ !? (Koi + supōtsu !??) - 84. L'altra faccia del festival sportivo... (体育祭の裏で．．．?, Taiikusai no ura de...) - 85. Giochiamo!♪ (お遊戯しましょ♪?, Oyuugi shimasho♪) - 86. Oh, sorellina... (妹よ...?, Imōto yo...) - 87. Guerra ai bagni pubblici 1 (お風呂場戦争?, Ofurobasensō) - 88. Guerra ai bagni pubblici 2 (お風呂場戦争2?, Ofurobasensō 2) - Extra: La ragazza della passione scottante - Magical Kyoko Flame! (爆熱少女マジカルキョーコ炎!!?, Bakunetsu shōjo Majikaru Kyōko Fureimu!!) |                                        |                                          |
| 10 | Trama Lala tenta di far colpo su Rito aiutandosi con un libro di seduzione prestatole da Risa e Mio, senza troppo successo; la senpai Saki Tenjōin si rivela altrettanto sfortunata, non riuscendo a dichiararsi all'amato Zastin, e decide di rifarsi durante il festival sportivo della scuola, organizzato e finanziato proprio dal gruppo Tenjōin; anche Yami partecipa al torneo, il quale però si conclude disastrosamente a causa della furia devastatrice di Saki, pronta a tutto pur di avere la meglio su Lala. Run scatena involontariamente il caos a scuola facendo fuggire una sorta di puzzola capace di ringiovanire le persone. Yui rischia il peggio a causa di alcuni teppisti che aveva redarguito, ma le vengono in aiuto Rito e il fratello maggiore Yuu. In seguito, si scatena il pandemonio ai bagni pubblici a causa di due cacciatori di taglie che attentano alla vita di Oscurità d'Oro. |                                        |                                          |

## Volumi 11-18
| Nº | Titolo italiano Giapponese 「Kanji」 - Rōmaji | Data di prima pubblicazione            | Data di prima pubblicazione             |
| Nº | Titolo italiano Giapponese 「Kanji」 - Rōmaji | Giapponese                             | Italiano                                |
| 11 | Trouble Quest 「とらぶるくえすと」 - Toraburu kuesuto | 3 ottobre 2008 ISBN 978-4-08-874567-1  | 14 dicembre 2011 ISBN 978-88-6920-980-2 |
| 11 | Capitoli - 89. La studentessa resuscitata ♥ (蘇る転校生?, Yomigaeru tengousei) - 90. Al vostro servizio! ♥ (奉仕しちゃうぞ♡?, Hōshi shichauzo♡) - 91. Onestà di sentimenti (真っ直ぐなキモチ?, Massugu na kimochi) - 92. Un ospite inatteso (珍客訪問?, Chinkyaku hōmon) - 93. Trouble Quest 1 (とらぶつくえすと1?, Toraburu kuesuto 1) - 94. Trouble Quest 2 (とらぶつくえすと2?, Toraburu kuesuto 2) - 95. Trouble Quest 3 (とらぶつくえすと3?, Toraburu kuesuto 3) - 96. Trouble Quest 4 (とらぶつくえすと4?, Toraburu kuesuto 4) - 97. Trouble Quest 5 (とらぶつくえすと5?, Toraburu kuesuto 5) - Extra. Bathtub Big Trouble!♡ (バス・ラブ・大トラブル♡?, Basu rabu dai-toraburu) |                                        |                                         |
| 11 | Trama Grazie alla dottoressa Mikado, Oshizu ottiene un corpo materiale ed è in grado di iscriversi alla scuola di Sainan nella stessa classe di Rito; poco tempo dopo, durante un'iniziativa di pulizie della scuola, una piccola creatura extraterrestre, un mosha-kurage, semina il caos nel quartiere grazie alla sua abilità di assumere l'aspetto delle persone che vede. Dopo aver risolto il problema, Lala invita Oscurità d'Oro a casa di Rito per divertirsi assieme a lei e Mikan, scatenando le paranoie del capitano Zastin. In seguito, Rito riceve una lettera anonima che lo trasporta in un fantastico mondo parallelo nel quale, assieme a Mikan, Haruna e Yui dovrà vestire i panni del protagonista di un gioco di ruolo fantasy per avere la possibilità di tornare a casa sano e salvo. Il gioco tuttavia si fa difficile quando il boss finale, Magical Kyoko, chiede a Rito di diventare il suo ragazzo in cambio della salvezza. Persino l'aiuto di Yami, arrivata da poco, non è sufficiente contro Kyoko, e Rito capisce che è giunto il momento di esprimere a Lala i suoi veri sentimenti, anche se dovrà farlo di fronte a Haruna! |                                        |                                         |
| 12 | Un ragazzo effeminato ♥ 「乙女ちっくボーイ♡」 - Otome chikku bōi♡ | 5 gennaio 2009 ISBN 978-4-08-874618-0  | 18 gennaio 2012 ISBN 978-88-6920-981-9  |
| 12 | Capitoli - 98. Le sorelline di Lala (ララの妹たち?, Rara no imōto tachi) - 99. Che posto ha nel mio cuore? (心のめる割合?, Kokoro nomeru wariai) - 100. Trouble X Trouble X To Love-Ru (とらぶる×トラブル×To LOVEる?, Toraburu×Toraburu×Toraburu) - 101. Un ragazzo effeminato ♥ (乙女ちっくボーイ♡?, Otome chikku bōi♡) - 102. Cambio di sesso! (セクシュアルに、転換せよ?, Sekushuaru ni, tenkan se yo) - 103. Diventerò un idol ♥ (アイドルになるもん♡?, Aidoru ni Narumon♡) - 104. Fratello e sorella (兄妹?, Kyōdai) - 105. Wonderful Love ♥ (ワンダフル・ラブ♡?, Wandafuru・rabu ♡) - 106. La mia cara Cenerentola ♥ (愛しの君はシンデレラ?, Aishi no kimi ha Shinderera) - Extra. Una giornata con Maron (マロンの1日?, Maron no WAN nichi) |                                        |                                         |
| 12 | Trama La Trouble Quest, rivelatasi un gioco organizzato da Nana e Momo, sorelline di Lala, volge al termine, e tutto torna alla normalità, benché Rito abbia confessato davanti a Haruna che potrebbe essere innamorato di Lala. Quest'ultima, per piacere di più a Rito, crea un dispositivo in grado di donare un «seno di proporzioni ideali», ma per errore questo viene usato su Rito stesso, che viene trasformato in una ragazza; segue una serie di fraintendimenti e disavventure per Rito, che però riesce infine a tornare quello di sempre. Di lì a poco, a Run viene proposto di intraprendere la carriera di idol, e la ragazza decide di accettare e impegnarsi per poter risaltare agli occhi di Rito, riscuotendo tra l'altro molto successo. Mikan, ammalatasi, ha occasione di sperimentare la dolcezza del fratello che, pur essendo un pasticcione, fa di tutto per assicurarle una pronta guarigione. In seguito, Haruna fa cambio di corpo con Lala per smascherare uno stalker che la stava pedinando, solo per scoprire che si trattava di un alieno invaghitosi del suo cane Maron. Infine, Saruyama si strugge d'amore per una ragazza, e Lala promette di rintracciarla e combinare un appuntamento: la ragazza in questione si rivela però essere la versione femminile Rito, che è pertanto costretto a sopportare le avances di Saruyama sotto i panni di Riko. |                                        |                                         |
| 13 | La sera del festival 「祭りの夜に」 - Matsuri no yoru ni | 3 aprile 2009 ISBN 978-4-08-874652-4   | 15 febbraio 2012 ISBN 978-88-6920-982-6 |
| 13 | Capitoli - 107. Tic tac, tic tac, il suono dell'amore ♥ (チクタク チクタク 恋の音♡?, Chikutaku chikutaku koi no oto♡) - 108. Twins ✩ Escape (ツインズ☆エスケイプ?, Tsuinzu ☆ Esukeipu) - 109. Tu che guardi attraverso le lenti... (レンズ越しに見る君は...?, Renzu goshi ni miru kimi wa...) - 110. La sera del festival (祭りの夜に?, Matsuri no yoru ni) - 111. Sotto i fuochi d'artificio (花火の下で?, Hanabi no shita de) - 112. La festa continua... (祭りはまだ・・・?, Matsuri ha mada...) - 113. Beach Girls ♥ (ビーチ・ガールズ♡?, Bīchi・gāruzu ♡) - 114. Cocomero Panic! (スイカ・パニック！?, Suika panikku!) - 115. Exercise Elegy (エクササイズ・エレジー?, Ekusasaizu erejī) - Extra. La leggenda dell'incorreggibile preside (絶校長伝説?, Zekkōchō Densetsu) |                                        |                                         |
| 14 | Amiche, più che rivali ♥ 「恋友♡」 - Koi tomo ♡ | 4 giugno 2009 ISBN 978-4-08-874676-0   | 15 marzo 2012 ISBN 978-88-6920-983-3    |
| 14 | Capitoli - 116. Dandy Man Dog (ダンディ・マン・ドッグ?, Dando man doggu) - 117. Previsioni d'amore (恋愛予報?, Ren'ai yohō) - 118. La forza dell'amore (恋ノ力?, Koi no chikara) - 119. Un passo verso l'amore (恋する一歩?, Koi suru ippo) - 120. Una speciale pozione d'amore ♥ (特恋薬(トッコーヤク)♡?, Tokkō yaku♡) - 121. Metamorphose (メタモルフォーゼ?, Metamorufōze) - 122. Amiche, più che rivali ♥ (恋友♡?, Koi tomo♡) - 123. Ostilità (敵対心?, Tekitaishin) - 124. Si parte per lo spazio! (いざ、宇宙へ?, Iza, uchū e) - Extra. Fantasie al cioccolato ♥ (妄·チョコ♡?, Mou Choko♡) |                                        |                                         |
| 15 | La principessa dei petali 「花びら姫」 - Hanabira hime | 4 agosto 2009 ISBN 978-4-08-874714-9   | 18 aprile 2012 ISBN 978-88-6920-984-0   |
| 15 | Capitoli - 125. Il pianeta Mistoa (惑星ミストア?, Wakusei Misutoa) - 126. Nella nebbia... (霧の中で...?, Kiri no naka de...) - 127. Sintomi (萌し?, Kizashi) - 128. La principessa dei petali (花びら姫?, Hanabira hime) - 129. Polline + telepatia (花粉伝心?, Kafun denshin) - 130. Per chi suona il campanello (誰がためにベルは鳴る?, Ta ga tame ni beru ha naru) - 131. La regina si ribella (クイーンの反抗?, Queen no hankō) - 132. La regina torna all'ovile (クイーンの帰還?, Queen no kikan) - 133. Un Capodanno da brivido (戦慄の新年会?, Senritsu no Shin'nenkai) |                                        |                                         |
| 16 | Io, un ragazzo e il cioccolato... 「男子とチョコと・・・私」 - Danshi to choko to... watashi | 4 novembre 2009 ISBN 978-4-08-874736-1 | 16 maggio 2012 ISBN 978-88-6920-985-7   |
| 16 | Capitoli - 134. Un gioco dell'oca forzato (強引なる盤上?, Gōin naru banjō) - 135. Tragedia! Una fuga d'amore... (悲劇?愛の逃避行?, Higeki? Ai no tōhikō) - 136. Io, un ragazzo e il cioccolato... (男子とチョコと・・・私?, Danshi to choko to... watashi) - 137. Un dolce sentimento che sa di cioccolato (甘い気持ちはチョコの味?, Amai kimochi ha choko no aji) - 138. Il giorno ideale per un incontro (ハプニング日和?, Hapuningu hiyori) - 139. In vena di trasformazioni... (気分はトランス?, Kubun wa toransu) - 140. Avvisaglie di primavera (春の足音?, Haru no ashioto) - 141. L'ignoranza è amore? (知らぬが恋??, Shiranu ga koi?) - 142. Correnti d'aria (すきま風♪?, Sukima kaze ♪) |                                        |                                         |
| 17 | I sentimenti di una ragazza 「オンナノコノキモチ」 - Onna no ko no kimochi | 4 febbraio 2010 ISBN 978-4-08-874765-1 | 14 giugno 2012 ISBN 978-88-6920-986-4   |
| 17 | Capitoli - 143. Hand & Tail (ハンド&テール?, Hando & Tēru) - 144. Ghost Versus (ゴーストバーサス?, Gōsuto bāsasu) - 145. Attraverso i tuoi occhi (その瞳にうつるもの?, Sono hitomi ni utsurumono) - 146. Trasferiti nell'oscurità (暗闇の中でうつるもの?, Kurayami no naka de utsurumono) - 147. I sentimenti di una ragazza (オンナノコノキモチ?, Onna no ko no kimochi) - 148. Silent Island (サイレント・アイランド?, Sairento airando) - 149. Il gatto determinato (微笑むネコ?, Hohoemu neko) - 150. Il gatto sorride (決意するネコ?, Ketsuisuru neko) - 151. I miei amici (トモダチ?, Tomodachi) - 152. Rito Style (リト・スタイル?, Rito sutairu) |                                        |                                         |
| 18 | Vi amo tutte! ♥ 「大スキ♡」 - Daisuki ♡ | 2 aprile 2010 ISBN 978-4-08-870022-9   | 18 luglio 2012 ISBN 978-88-6920-987-1   |
| 18 | Capitoli - 153. Una corsa molesta? (迷惑暴走??, Meiwaku bōsō?) - 154. L'idol innamorata (恋心アイドル?, Koigokoro AIDORU) - 155. Sms palpitanti (ドキドキ☆メール?, Dokidoki mail) - 156. Fatevi grosse! ♪ (大きくなぁーれ♪?, Ōkiku Nāre♪) - 157. Anomalie sul fronte "sorella"! (「妹」戦線異状アリ?, (Imōto) Sensen ijō ari) - 158. Amore ipocrita? (偽りの恋??, Itsuwari no Koi?) - 159. Memorie estive (夏の思い出?, Natsu no omoide) - 160. I tuoi sentimenti... Le tue emozioni... (その想い・・・その気持ち・・・?, Sono omoi, sono kimochi) - 161. La mia preferita (大切な人?, Taisetsu na hito) - 162. Vi amo tutte! ♥ (大スキ♡?, Daisuki ♡) |                                        |                                         |